# 1928 în științifico-fantastic
- 1927 în științifico-fantastic — 1928 în științifico-fantastic — 1929 în științifico-fantastic

1928 în științifico-fantastic a implicat o serie de evenimente:

## Nașteri și decese

### Nașteri
- Tschingis Aitmatow (d. 2008)
- Günter Braun (d. 2008)
- Viorel Burlacu
- Lee Correy, Pseudonimul lui George Harry Stine (d. 1997)
- Inìsero Cremaschi (d. 2014)
- Philip K. Dick (d. 1982)
- Zach Hughes, Pseudonimul lui  Hugh Zachary (d. 2016)
- Leo P. Kelley
- Wolfgang Kellner (d. 2014)
- Erich Köhler (d. 2003)
- Milton Lesser (d. 2008)
- A. J. Merak (Pseudonimul lui John S. Glasby) (d. 2011)
- Raylyn Moore (d. 2005)
- William F. Nolan
- Alan E. Nourse (d. 1992)
- Chad Oliver (d. 1993)
- Gudrun Pausewang
- Doris Piserchia
- W. D. Rohr (d. 1981)
- Charles W. Runyon (d. 2015)
- Karl-Herbert Scheer (d. 1991)
- Robert Sheckley (d. 2005)
- Hans Taubert
- Walter Tevis   (d. 1984)
- Patrick Tilley
- Karl-Heinz Tuschel (d. 2005)
- James White (d. 1999)
- Kate Wilhelm
- Witold Zegalski (d. 1974)

### Decese
- Karl Bleibtreu (d. 1859)
- Albert Daiber (d. 1857)
- Oskar Hoffmann (d. 1866)
- Konstantin Liebich (d. 1847)

## Cărți

### Romane
- Armageddon 2419 A.D. de Philip Francis Nowlan. Prima apariție a lui Buck Rogers
- Omul-amfibie de Aleksandr Beleaev
- Potopul (Deluge) de S. Fowler Wright
- Green Fire de John Taine (pseudonimul lui Eric Temple Bell)
- The Master Mind of Mars de Edgar Rice Burroughs
- Mr. Blettsworthy on Rampole Island de H. G. Wells
- The Rocket to the Moon de Thea von Harbou
- The Skylark of Space de E. E. Smith
- The Sunken World de Stanton A. Coblentz
- Plimbarea pe lună a lui Hans Hardt. O poveste aventuroasă  de Otto Willi Gail

### Colecții de povestiri
- Clipa cea veșnică  de E. M. Forster

### Povestiri
- „Pâinea veșnică” (Вечный хлеб) de Aleksandr Beleaev

## Filme
| Titlu   | Regizor       | Distribuție   | Țara     | Sub-Gen /Note |
| ------- | ------------- | ------------- | -------- | ------------- |
| Alraune | Henrik Galeen | Brigitte Helm | Germania |               |
|         |               |               |          |               |